# Поляков, Денис Васильевич
Денис Васильевич Поляков (21 февраля 1992, Калининград, Россия) — российский футболист, полузащитник клуба «Нарва-Транс».

## Биография
Родился в Калининграде. Начинал карьеру в дубле нижегородской «Волги». Зимой 2010 года Поляков был на просмотре в клубе Второго дивизиона «Текстильщик» Иваново, однако в команде не остался. В первенстве России среди ЛФК играл также за дубль оренбургского «Газовика». В профессиональный клуб попал в 2011 году, когда заключил контракт с петрозаводской «Карелией». В 2012 году в матче заключительного тура против петербуржской «Руси» Поляков на 30-й минуте заработал вторую жёлтую карточку. После своего удаления он боднул судью, за что потом получил дисквалификацию на один год. После отбытия наказания перешёл в «Псков-747», за который выступал несколько лет.
В конце февраля 2017 года подписал контракт с клубом эстонской Премиум-лиги «Нарва-Транс». В дебютном матче первенства против «Пайде» россиянин отметился дублем, а его команда победила со счетом 5:1.

### Тренерская
В сентябре 2024 года получил тренерскую лицензию УЕФА Б.

## Достижения
- Обладатель Кубка Эстонии (2): 2018/19, 2022/23.
- Финалист Кубка Эстонии (1): 2019/20.